# Don't Worry Bout Me
Don't Worry Bout Me är en låt av svenska sångerskan Zara Larsson. Den släpptes av TEN Music Group och Epic Records den 28 mars 2019. Låten visas som ett bonusspår på den japanska deluxe-utgåvan av Larssons tredje studioalbum, Poster Girl. Låten nådde även topp 10 i Sverige och Spanien.